# Joppa (Maryland)
Joppa im US-Bundesstaat Maryland ist ein gemeindefreies Gebiet von Harford County.

## Einwohnerentwicklung
| Jahr | Einwohner |
| ---- | --------- |
| 2000 | 11.391    |
| 2010 | 12.616    |

## Drehort
In Joppa wird in einer Lagerhalle ein großer Teil der Innenaufnahmen der Fernsehserie House of Cards gedreht.